# غونزالو سينا
غونزالو سينا (بالإسبانية: Gonzalo Sena)‏ هو لاعب كرة قدم أوروغواياني في مركز الدفاع، ولد في 15 يونيو 1990 في مونتفيدو في الأوروغواي. لعب مع رامبلا جونيورز ونادي ليفربول.

## وصلات خارجية
- غونزالو سينا على موقع قاعدة بيانات كرة القدم.إي يو (الإنجليزية)
- غونزالو سينا على موقع Soccerway.com (الإنجليزية)